# Paralimnus ferganensis
Paralimnus ferganensis är en insektsart som beskrevs av Dubovsky 1966. Paralimnus ferganensis ingår i släktet Paralimnus och familjen dvärgstritar. Inga underarter finns listade i Catalogue of Life.